# Marcel Moré
Marcel Moré (Paris, 1er juin 1887 - Levallois-Perret, 12 décembre 1969) est un écrivain et vernien français.

## Biographie
Polytechnicien, fondé de pouvoir d'un agent de change, membre du comité directeur de la revue Esprit à partir de 1934, il fonde le périodique Dieu vivant en 1945. 
Influencé par Marx comme par Léon Bloy, proche d'Emmanuel Mounier, ami de Raymond Queneau, Pierre Klossowski, Georges Bataille et Michel Leiris, il fut un des pionniers de la recherche psychologique vernienne. Son ouvrage Le très curieux Jules Verne qui fit sensation lors de sa publication a été réédité de nombreuses fois par les éditions Gallimard dont la dernière en 2005,.

## Œuvres
- La Table des pécheurs, Éditions du Seuil, 1953
- Le Très Curieux Jules Verne, Gallimard, 1960
- Nouvelles Explorations de Jules Verne, Gallimard, 1963
- L'Opéra comme théatre, avec Bernard Dort et Michel Leiris, 1965
- Accords et Dissonances, Gallimard, 1967
- Les Noces chymyques du capitaine Nemo et de Salomé, 1967
- La Foudre de Dieu, Gallimard, 1969
- Le Dieu Mozart et le monde des oiseaux, Gallimard, 1971
- Écrits de Laure, Jean-Jacques Pauvert, 1971
- Écrits, fragments, lettres, J-J. Pauvert, 1976
- Correspondance inédite : 1934-1967 / Marcel Moré, Raymond Queneau, Les amis de Valentin Bru, 1987
- Une amitié paradoxale : lettres de Marcel Moré à Michel Leiris, Digraphe, 1998

## Hommage
Une Association des amis de Marcel Moré a existé en 1970. 